# A magyar állam tulajdonában álló műemlékek listája Hajdú-Bihar vármegyében
Az alábbi lista a Hajdú-Bihar vármegyében található, magyar állam tulajdonában álló, országos műemléki védettségű ingatlanokat tartalmazza.
 Az alábbi műemléki lista a Magyar Nemzeti Vagyonkezelő Zrt. nyilvántartásának 2013. szeptemberi állapotán alapul, az oldal tartalma csupán tájékoztató jellegű! Az országos műemléki nyilvántartás közhiteles forrása a Lechner Lajos Tudásközpont.
|  | Bővebben: Déri Múzeum |

|  | Bővebben: Debreceni Egyetem |

|  | Bővebben: Medgyessy Ferenc Emlékmúzeum |

|  | Bővebben: Kilenclyukú híd |

|  | Bővebben: Hortobágyi Pásztormúzeum |

|  | Bővebben: Bocskai-várkastély (Nagykereki) |